# ISO 3166-2:TW
ISO 3166-2:TW — стандарт Международной организации по стандартизации, который определяет геокоды. Является подмножеством стандарта ISO 3166-2, относящимся к Китайской Республике (Тайваню).
Стандарт охватывает 16 уездов, 5 городов центрального подчинения (Цзяи, Синьчжу, Цзилун, Тайчжун, Тайнань ) и 2 города провинциального подчинения (Гаосюн, Тайбэй) Китайской Республики. Каждый геокод состоит из двух частей: кода Alpha2 по стандарту ISO 3166-1 для Китайской Республики — TW и дополнительного кода, записанных через дефис. Дополнительный трёхбуквенный код образован созвучно названию уезда, города. Геокоды уездов и городов Китайской Республики являются подмножеством кодов домена верхнего уровня — TW, присвоенного Китайской Республике в соответствии со стандартами ISO 3166-1.

## Геокоды Китайской Республики
Геокоды  16 уездов и 7 городов административно-территориального деления Китайской Республики.
| Геокод | Административная единица | Статус |
| ------ | ------------------------ | ------ |
| TW-KHH | Гаосюн                   | город  |
| TW-PEN | Пэнху                    | уезд   |
| TW-TNN | Тайнань                  | город  |
| TW-KEE | Цзилун                   | город  |
| TW-KHQ | Гаосюн                   | уезд   |
| TW-HSZ | Синьчжу                  | город  |
| TW-TNQ | Тайнань                  | уезд   |
| TW-CYI | Цзяи                     | город  |
| TW-ILA | Илань                    | уезд   |
| TW-HSQ | Синьчжу                  | уезд   |
| TW-TXG | Тайчжун                  | город  |
| TW-CYQ | Цзяи                     | уезд   |
| TW-MIA | Мяоли                    | уезд   |
| TW-TPE | Тайбэй                   | город  |
| TW-TXQ | Тайчжун                  | уезд   |
| TW-CHA | Чжанхуа                  | уезд   |
| TW-NAN | Наньтоу                  | уезд   |
| TW-TPQ | Тайбэй                   | уезд   |
| TW-TAO | Таоюань                  | уезд   |
| TW-YUN | Юньлинь                  | уезд   |
| TW-PIF | Пиндун                   | уезд   |
| TW-TTT | Тайдун                   | уезд   |
| TW-HUA | Хуалянь                  | уезд   |

## Геокоды пограничных Китайской Республике государств
- КНР — ISO 3166-2:CN (на северо-западе (морская граница)),
- Япония — ISO 3166-2:JP (на северо-востоке (морская граница)),
- Филиппины — ISO 3166-2:PH (на юге (морская граница)).